# Elecciones presidenciales de Colombia de 1994
Las elecciones presidenciales de Colombia de 1994 llevaron a Ernesto Samper a ocupar la presidencia de la república. 

## Antecedentes
Cuando se avecinaban las elecciones de 1994, Colombia se encontraba aún estrenando su constitución de 1991, en medio de la apertura económica del presidente César Gaviria y con la caída del capo Pablo Escobar y el auge del Cartel de Cali. Se presentaban entonces como grandes temas del debate nacional la lucha contra el narcotráfico y la justicia social.

## Candidaturas

### Partido Liberal
La búsqueda de la candidatura única a la presidencia, iba a enfrentar a dos sectores del partido; sin embargo ambos sectores requerían de la unidad para mantenerse en el poder, a pesar de que la reelección presidencial había quedado prohibida en la Constitución de 1991. 
Por una parte, el sector neoliberal, fiel al presidente Gaviria, que esperaba continuar con su política económica (y aprovechar la popularidad del mandatario), y de otra, el sector socialdemócrata, que veía con recelo la acelerada apertura económica, y optaba más por la inversión social. Como abanderado de este último grupo, se encontraba el ex precandidato presidencial y entonces embajador en España, Ernesto Samper Pizano, quien se aprestó a regresar al país para intentar tomar las riendas del partido.
Por su parte, el sector oficialista del gobierno (conocido como gavirista) estaba representado por el abogado y entonces ministro del Interior, Humberto de La Calle, uno de los mayores colaboradores del presidente.
Para seleccionar al candidato se convocó a una consulta popular, en la que también participaron el veterano exministro Carlos Lemos Simmonds, el representante David Turbay (sobrino del expresidente Turbay), el exembajador Carlos Lleras de la Fuente (hijo del expresidente Lleras Restrepo), el senador Rodolfo González y Gloria Gaitán (hija del excandidato Jorge Eliecer Gaitán). En la consulta Samper obtuvo una sólida victoria sobre de La Calle, quien finalizó segundo.
| Precandidato a presidente    | Votos     |
| ---------------------------- | --------- |
| Ernesto Samper Pizano        | 1,245.283 |
| Humberto de La Calle Lombana | 335.155   |
| Carlos Lleras de la Fuente   | 202.925   |
| David Turbay Turbay          | 172.096   |
| Carlos Lemos Simmonds        | 129.983   |
| Rodolfo González García      | 72.573    |
| Gloria Gaitán                | 65.456    |

De acuerdo con Santiago Medina, el tesorero de la campaña de Samper, Samper vinculó a De La Calle en la campaña, y le ofreció la vicepresidencia, con el objetivo de unificar al partido, además de que quería evitar que De La Calle aceptara la designación de vicepresidente en la campaña rival, pese a que ambos no se llevaban muy bien.

### Nueva Fuerza Democrática
El exalcalde de Bogotá, periodista y entonces congresista, Andrés Pastrana Arango (hijo del expresidente Pastrana), anunció su renuncia a su curul para postular a la presidencia por el movimiento Nueva Fuerza Democrática, fundado por él algunos años atrás y que reunía a nuevas figuras de los dos partidos tradicionales (pero principalmente conservadores). 
Pronto el exalcalde consiguió el respaldo de todo el conservatismo y aún de un sector descontento del partido liberal, entre quienes había simpatizantes del exministro De la Calle, y quienes le sugirieron a Pastrana que le ofreciera ser su fórmula de campaña, para aglutinar sus votos.
Ante la decisión de Samper de hacer tal ofrecimiento a De la Calle primero, Pastrana escogió como su fórmula vicepresidencial al exdirector de la DIAN y ministro de trabajo Luis Fernando Ramírez.

### Otras candidaturas
El M-19 presentó de nuevo la candidatura de Antonio Navarro Wolff, bajo la coalición Compromiso Colombia, que agrupó movimientos políticos indígenas y de izquierda. Como fórmula presidencial se postuló al líder indígena Jesús Piñacué.
Ante la registraduría se inscribieron otras quince candidaturas minoritarias, para un total de 18, cifra inédita que fue criticada por la opinión pública. Entre los candidatos estaban la exsenadora Regina Betancourt de Liska, el exdirector del DAS Miguel Maza Márquez, el exsenador Enrique Parejo, la liberal disidente Gloria Gaitán y el directivo universitario conservador José Galat.

## Candidatos oficiales

### Al cargo de presidente y vicepresidente
La siguiente es la lista de candidatos inscritos (por orden alfabético).
| Fórmula presidencial | Fórmula presidencial | Fórmula presidencial                                                           | Partido | Cargos públicos | Fórmula vicepresidencial | Fórmula vicepresidencial                 | Cargos públicos                                                                               |
| -------------------- | -------------------- | ------------------------------------------------------------------------------ | ------- | --- | ------------------------ | ---------------------------------------- | --------------------------------------------------------------------------------------------- |
|                      |                      | Andrés Pastrana (39 años) Abogado                                              |         | - Concejal de Bogotá (1984-1986) - Alcalde Mayor de Bogotá (1988-1990) - Senador de la República (1991-1993) |                          | Luis Fernando Ramírez (34 años) Abogado  | - Ministro de Trabajo y Seguridad Social (1992-1994)                                          |
|                      |                      | Antonio Navarro Wolff (45 años) Ingeniero                                      |         | - Ministro de Salud (1990-1991) - Copresidente de la Asamblea Nacional Constituyente (1991) |                          | Jesús Piñacué Achicué (30 años) Filósofo |                                                                                               |
|                      |                      | Ernesto Samper (43 años) Economista y abogado Lemaː ¡Toda Colombia trabajandoǃ |         | - Presidente de la ANIF (1974-1981) - Diputado de Cundinamarca (1982-1984) - Concejal de Bogotá (1982-1986) - Senador de la República (1986-1990) - Ministro de Desarrollo (1991-1992) - Embajador ante España (1992-1993) |                          | Humberto de La Calle (47 años) Abogado   | - Registrador Nacional de Colombia (1982-1986) - Ministro de Gobierno de Colombia (1991-1993) |

## Resultados

### Primera vuelta
| Candidato a presidente | Candidato a vicepresidente   | Partido o movimiento                                                                                            | Votos     | Porcent. |
| ---------------------- | ---------------------------- | --- | --------- | -------- |
| Ernesto Samper Pizano  | Humberto de La Calle Lombana | Partido Liberal Colombiano                                                                                      | 2.623.210 | 45.30%   |
| Andrés Pastrana Arango | Luis Fernando Ramírez Acuña  | Andrés Presidente (Nueva Fuerza Democrática, Partido Conservador Colombiano y Movimiento de Salvación Nacional) | 2.604.771 | 44.98%   |
| Antonio Navarro Wolff  | Jesús Piñacué                | Compromiso Colombia (M-19/ASI)                                                                                  | 219.241   | 3.79%    |
| Otras candidaturas     | Otras candidaturas           | Otras candidaturas                                                                                              | 278.994   | 4.93%    |
| Votos en blanco        | Votos en blanco              | Votos en blanco                                                                                                 | 65.116    | 1.12%    |
| Total votos válidos    | Total votos válidos          | Total votos válidos                                                                                             | 5'791.332 | 100.00%  |
| Votos nulos            | Votos nulos                  | Votos nulos | 29.999    |          |
| Total de votantes      | Total de votantes            | Total de votantes                                                                                               | 5'821.331 |          |

1. ↑  Regina Betancourt de Liska (Mov. Unitario Metapolítico), 64.131; Miguel Maza Márquez (Concentración Cívica Nacional), 55.190; Alberto Mendoza Morales (Convergencia Nacional), 34.437; Enrique Parejo González (Alternativa Democrática Nacional), 29.246; Guillermo Alemán (Orientación Ecológica), 22.923; Gloria Gaitán (JEGA), 17.397; José Antonio Cortés Huertas (Compromiso Cívico Crisitano), 11.704; Miguel Antonio Zamora (Protestemos), 9.059; José Galat (Frente Moral), 9.055; Doris de Castro (Mov. Cristiano Independiente), 6.020; Luis Eduardo Rodríguez (Mov. Nacional Progresista), 5.711; Oscar Rojas (Somos Libres), 4.368; Jorge Guillermo Barbosa (Org. Para la Paz Nacional), 3.797; Mario Diazgranados (CGT Cristiana), 3.319; Efraín Torres Plaza (Crea - No a la Guerra), 2.637

Mapa de Colombia con el ganador por departamento, Elecciones presidenciales Primera Vuelta

     Departamentos donde ganó Ernesto Samper     Departamentos donde ganó Andrés Pastrana
| Amazonas            | 2 995   | 45.99% | 2 609   | 40.06% | 228    | 3,50% |
| Antioquia           | 265 900 | 40.92% | 330 056 | 50.80% | 15 228 | 2,34% |
| Arauca              | 10 737  | 45.73% | 6 057   | 25.80% | 556    | 2,36% |
| Atlántico           | 129 838 | 49.27% | 91 898  | 34.87% | 20 887 | 7,92% |
| Bogotá              | 419 859 | 45.45% | 383 535 | 41.52% | 42 297 | 4,50% |
| Bolívar             | 105 765 | 49.87% | 86 622  | 40.84% | 8 742  | 4,12% |
| Boyacá              | 87 411  | 37.52% | 125 593 | 53.91% | 6 735  | 2,89% |
| Caldas              | 94 610  | 40.68% | 121 466 | 52.23% | 4 463  | 1,91% |
| Caquetá             | 13 329  | 38.51% | 14 752  | 42.62% | 2 077  | 6,00% |
| Casanare            | 14 926  | 66.06% | 4 411   | 19.52% | 1 051  | 4,65% |
| Cauca               | 74 334  | 50.77% | 54 433  | 37.17% | 7 808  | 5,33% |
| Cesar               | 43 511  | 46.41% | 49 239  | 52.52% | 5 240  | 5,48% |
| Chocó               | 22 806  | 56.43% | 14 479  | 35.83% | 315    | 0,77% |
| Consulados          | 14 350  | 52.00% | 10 941  | 39.61% | 815    | 0,77% |
| Córdoba             | 110 336 | 53.51% | 82 964  | 40.23% | 3 938  | 1,90% |
| Cundinamarca        | 134 030 | 43.50% | 142 201 | 45.15% | 9 903  | 3,21% |
| Guainía             | 1 488   | 52.01% | 1 085   | 37.87% | 61     | 2,12% |
| Guaviare            | 2 839   | 44.86% | 2 436   | 38.49% | 220    | 3,47% |
| Huila               | 53 783  | 36.44% | 83 336  | 56.47% | 3 935  | 2,67% |
| La Guajira          | 24 932  | 45.76% | 23 188  | 42.56% | 3 614  | 6.63% |
| Magdalena           | 72 092  | 48.39% | 58 336  | 39.16% | 5 663  | 3.80% |
| Meta                | 39 115  | 45.93% | 35 020  | 40.85% | 3 760  | 4.38% |
| Nariño              | 81 329  | 39.15% | 102 447 | 49.32% | 13 577 | 6.53% |
| Norte de Santander  | 71 744  | 38.49% | 102 276 | 55.13% | 4 022  | 2.15% |
| Putumayo            | 11 360  | 40.36% | 12 918  | 45.90% | 2 037  | 7.23% |
| Quindío             | 45 341  | 48.95% | 39 879  | 43.06% | 2 387  | 2.56% |
| Risaralda           | 60 227  | 41.95% | 71 833  | 50.04% | 3 287  | 2.28% |
| San Andrés, P. y S. | 3 827   | 44.77% | 4 087   | 47.81% | 171    | 2.00% |
| Santander           | 159 312 | 45.64% | 157 154 | 45.02% | 13 330 | 3.81% |
| Sucre               | 71 629  | 53.61% | 48 015  | 35.93% | 7 327  | 5.48% |
| Tolima              | 94 133  | 46.26% | 89 610  | 44.02% | 6 087  | 2.99% |
| Valle del Cauca     | 218 145 | 36.89% | 259 855 | 43.94% | 19 251 | 3.25% |
| Vaupés              | 1 726   | 56.07% | 1 043   | 33.88% | 85     | 2.76% |
| Vichada             | 2 406   | 61.39% | 1 043   | 33.88% | 144    | 3.67% |
| Fuente: El Tiempo   |         |        |         |        |        |       |

### Segunda vuelta
| Candidato a presidente | Candidato a vicepresidente   | Partido o movimiento                                                                                 | Votos     | Porcent. |
| ---------------------- | ---------------------------- | --- | --------- | -------- |
| Ernesto Samper Pizano  | Humberto de La Calle Lombana | Partido Liberal Colombiano                                                                           | 3.733.366 | 50.26%   |
| Andrés Pastrana Arango | Luis Fernando Ramírez Acuña  | Nueva Fuerza Democrática (incluye Partido Conservador Colombiano y Movimiento de Salvación Nacional) | 3.576.781 | 48.15%   |
| Votos en blanco        | Votos en blanco              | Votos en blanco                                                                                      | 72.536    | 0.97%    |
| Total votos válidos    | Total votos válidos          | Total votos válidos                                                                                  | 7.379.884 | 100.00%  |
| Votos nulos            | Votos nulos                  | Votos nulos                                                                                          | 45.089    | 0.60%    |
| Total de votantes      | Total de votantes            | Total de votantes                                                                                    | 7.427.742 |          |

| Amazonas            | 4 014   | 53.72% | 3 336   | 44.62% |
| Antioquia           | 360 054 | 42.76% | 473 517 | 56.24% |
| Arauca              | 15 628  | 64.51% | 8 194   | 33.82% |
| Atlántico           | 198 339 | 59.00% | 133 648 | 39.76% |
| Bogotá              | 570 428 | 52.77% | 495 720 | 45.85% |
| Bolívar             | 157 279 | 55.86% | 121 070 | 43.00% |
| Boyacá              | 131 737 | 43.31% | 167 035 | 54.91% |
| Caldas              | 116 200 | 40.84% | 163 945 | 57.62% |
| Caquetá             | 22 192  | 48.88% | 21 893  | 48.22% |
| Casanare            | 23 561  | 78.62% | 5 983   | 19.96% |
| Cauca               | 104 636 | 56.64% | 75 675  | 40.96% |
| Cesar               | 71 338  | 53.57% | 60 000  | 45.06% |
| Chocó               | 32 639  | 63.50% | 17 597  | 34.23% |
| Consulados          | 11 362  | 55.07% | 8 926   | 43.26% |
| Córdoba             | 162 265 | 59.00% | 108 622 | 39.50% |
| Cundinamarca        | 198 347 | 49.02% | 200 382 | 49.53% |
| Guainía             | 1 985   | 59.57% | 1 242   | 37.27% |
| Guaviare            | 3 534   | 50.59% | 3 250   | 46.52% |
| Huila               | 80 047  | 41.35% | 111 105 | 57.39% |
| La Guajira          | 39 549  | 54.08% | 32 147  | 43.96% |
| Magdalena           | 109 231 | 55.36% | 84 976  | 43.06% |
| Meta                | 57 279  | 52.33% | 50 388  | 46.04% |
| Nariño              | 118 400 | 42.99% | 151 459 | 55.00% |
| Norte de Santander  | 100 446 | 41.53% | 138 247 | 57.16% |
| Putumayo            | 16 042  | 47.14% | 17 282  | 50.78% |
| Quindío             | 64 359  | 51.10% | 53 063  | 41.61% |
| Risaralda           | 81 772  | 44.26% | 100 429 | 54.37% |
| San Andrés, P. y S. | 6 048   | 51.06% | 5 643   | 47.64% |
| Santander           | 228 419 | 51.46% | 209 373 | 47.17% |
| Sucre               | 103 351 | 61.20% | 62 448  | 36.98% |
| Tolima              | 145 503 | 53.16% | 123 989 | 45.30% |
| Valle del Cauca     | 390 652 | 51.08% | 363 791 | 47.56% |
| Vaupés              | 2 657   | 70.53% | 1 080   | 28.67% |
| Vichada             | 3 043   | 68.30% | 1 326   | 29.75% |
| Fuente: El Tiempo   |         |        |         |        |